# Arley Bonilla
Arley Bonilla (Tumaco, Nariño, Colombia, 8 de noviembre de 1993) es un futbolista colombiano que juega como delantero y actualmente milita en Real Estelí FC de la Liga Primera de Nicaragua.

## Características
Es un jugador rápido, potente, con buen juego aéreo y colectivo, con buenos movimientos en el campo de juego y con olfato goleador.

## Clubes
| Club               | País      | Temporadas  |
| ------------------ | --------- | ----------- |
| Tigres F.C.        | Colombia  | 2013 - 2018 |
| Orsomarso          | Colombia  | 2019        |
| Llaneros           | Colombia  | 2020        |
| Patriotas Boyacá   | Colombia  | 2020 - 2021 |
| Llaneros           | Colombia  | 2021 - 2022 |
| Bogotá FC          | Colombia  | 2022        |
| CD Walter Ferretti | Nicaragua | 2023        |

## Palmarés

### Campeonatos nacionales
| Título | Club | País | Año |
| ------ | ---- | ---- | --- |

### Copas internacionales
| Título | Club | País | Año |
| ------ | ---- | ---- | --- |